# قفس

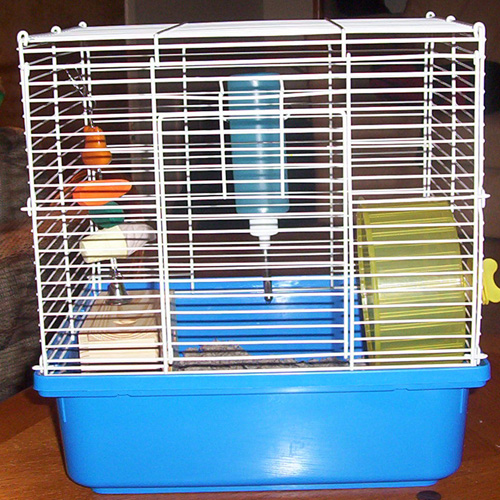
قفسی برای نگهداری حیوانات کوچک

قَفَس اتاقکی است که از تور یا میله یا مفتول یا شاخه ساخته می‌شود تا کسی یا جانوری را در آن نگه‌دارند.
به شبکه‌بندی‌های قفس «میله» و به گوشه‌های درون قفس «کُنج» گفته می‌شود.
به محیط‌هایی که وسایل آسایش در آن فراهم باشد ولی فرد حق خروج از آن محیط را نداشته‌باشد، اصطلاحاً «قفس طلایی» می‌گویند. به آنچه که با قفس همانندی داشته باشد، «قفسه» گفته می‌شود؛ مانند قفسه سینه.

#### قفس مرغ
برای نگهداری از مرغ به‌صورت صنعتی و نیمه‌صنعتی از قفس استفاده می‌شود.
تولید بیشتر، کاهش بیماری‌ها، مدیریت راحت‌تر پرنده، نیروی کار کمتر، هدررفت دان کمتر، از جمله مزایای پرورش مرغ در قفس به شمار می‌روند.
قفس مرغ به دو دسته زیر تقسیم می‌شود:
1. قفس مرغ تخمگذار
2. قفس مرغ گوشتی

#### پیشینه
واژه قفس که در فارسی، عربی (به صورت قفص) و ترکی استفاده می‌شود، در اصل از واژه یونانی καφασι (کافاسی) که به همین معنی است گرفته شده است.
به‌طور کلی در اوایل ساخت قفس، از آن به عنوان یک تله جهت به دام انداختن انواع جانوران استفاده می‌شد، نه برای نگه داشتن جانوران ولی به مرور زمان، استفاده از قفس به‌طور چشمگیری افزایش پیدا کرد و بیشتر هم برای پرندگان استفاده شد.
با گذر زمان و با ساخت باغ‌وحش‌های بزرگ جهت نگهداری جانوران و جابه‌جایی آنان، قفس‌های بسیار غول‌پیکر هم ساخته شد اما قفس‌های خانگی همچنان برای پرندگان یا حیوانات کوچک استفاده می‌شود.
در قدیم قفس پرندگان را کوفجان نیز می‌گفتند.

برای نمونه منجیک شاعر فارسی‌زبان می‌گوید:
گر بپرد مرغ جان از کوفجان تن مرا
همچنان اندر هوایت تا قیامت پر زند.
امروزه متهمان یا محکومانی که به دادگاه برده می‌شوند، در مکانی میله‌دار به نام قفس آهنی قرار می‌دهند تا فرصت گریز پیدا نکند.
در بازداشتگاه‌ها و زندان‌های برخی کشورها برای انسان محیط‌های قفس‌مانندی به نام سلول انفرادی درست شده است.